# Класон, Йёран
Йёран Класон (швед. Göran Claeson; род. 4 марта 1945 года, Эльвшё) — шведский конькобежец, бронзовый призёр Олимпийских игр 1972 года на дистанции 1500 метров, чемпион мира 1973 года, чемпион Европы 1973 и 1974 годов в классическом многоборье.

## Спортивные достижения
Йёран Класон выступал на Олимпийских играх 1968 года на дистанции 1500 м и занял 20 место. В 1969 году дебютировал на чемпионате Европы, заняв 3 место. Через три недели, на чемпионате мира завоевал серебряную медаль. В 1970 году снова стал третьим на чемпионате Европы, а в 1971 вторым на чемпионате мира. На Олимпиаде-1972 в Саппоро завоевал бронзу на дистанции 1500 метров. После ухода из любительского спорта в 1972 году Арда Схенка и Кеса Веркерка, в 1973 году победил на обоих турнирах. В 1974 году снова стал первым на чемпионате Европы и третьим на ЧМ. После неудачных выступлений на ЧЕ-1975 и ЧМ-1975, где занял 11 место, закончил спортивную карьеру. В марте 1969 года в Инцелле установил мировой рекорд по сумме очков в многоборье 171,758.
| Год  | Чемпионат Швеции (многоборье) | Чемпионат Европы | ЧМ (многоборье) | ЧМ (спринтерское многоборье) | Олимпийские игры                |
| ---- | ----------------------------- | ---------------- | --------------- | ---------------------------- | ------------------------------- |
| 1968 | 3                             |                  |                 |                              | 20e 1500 м                      |
| 1969 | 1                             | 3                | 2               |                              |                                 |
| 1970 |                               | 3                | 6e              | 5e                           |                                 |
| 1971 |                               | 4e               | 2               | 15e                          |                                 |
| 1972 |                               | 7e               | 7e              | 18e                          | 1500 м · 4e 5000 м · 6e 10000 м |
| 1973 |                               | 1                | 1               | 8e                           |                                 |
| 1974 |                               | 1                | 3               | 19e                          |                                 |
| 1975 |                               | 11e              | 11e             |                              |                                 |